# Imunocromatografie

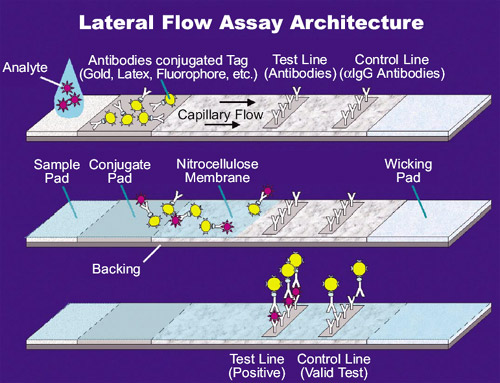
O ilustrație NASA a unui test în flux lateral.

Testele imunocromatografice, cunoscute și sub denumirea de teste în flux lateral (LFT) în flux lateral sau teste rapide, sunt dispozitive simple destinate să detecteze prezența unei substanțe țintă într-o probă lichidă fără a fi nevoie de echipamente specializate și costisitoare. Aceste teste sunt utilizate pe scară largă în diagnosticul medical pentru teste la domiciliu, teste la punctul de îngrijire sau pentru utilizare în laborator. De exemplu, testul de sarcină la domiciliu este un LFT care detectează un anumit hormon. Aceste teste sunt simple, economice și, în general, arată rezultatele în aproximativ cinci până la 30 de minute. Multe aplicații de laborator sporesc sensibilitatea LFT-urilor simple prin utilizarea de echipamente suplimentare dedicate.
LFT-urile funcționează pe aceleași principii ca și testele imunoenzimatice (ELISA). În esență, aceste teste rulează proba lichidă de-a lungul suprafeței unui tampon cu molecule reactive care prezintă un rezultat vizual pozitiv sau negativ. Tampoanele se bazează pe o serie de paturi capilare, cum ar fi bucăți de hârtie poroasă, polimer microstructurat sau polimer sinterizat. Fiecare dintre aceste tampoane are capacitatea de a transporta spontan un fluid (de exemplu, urină, sânge, salivă).
Tamponul de probă acționează ca un burete și reține un exces de lichid de probă. Odată îmbibat, fluidul curge către cel de-al doilea tampon conjugat în care producătorul a stocat particule bioactive liofilizate numite conjugate (a se vedea mai jos) într-o matrice sare-zahăr. Blocul de conjugate conține toți reactivii necesari pentru o reacție chimică optimizată între molecula țintă (de exemplu, un antigen) și partenerul său chimic (de exemplu, un anticorp) care a fost imobilizat pe suprafața particulei. Aceasta marchează particulele țintă în timp ce trec prin tampon și continuă să traverseze liniile de testare și de control. Linia de test prezintă un semnal, adesea o culoare, ca în cazul testelor de sarcină. Linia de control conține liganzi de afinitate care arată dacă proba a trecut prin ea și dacă biomoleculele din tamponul conjugat sunt active. După ce trece prin aceste zone de reacție, fluidul intră în materialul poros final, fitilul, care acționează pur și simplu ca un container de deșeuri.
LFT-urile pot funcționa ca teste competitive sau ca teste sandwich.

## Sinopsis

### Particule colorate
În principiu, se poate folosi orice particulă colorată, însă cel mai des se folosesc latexul (culoare albastră) sau particule de aur de dimensiuni nanometrice (culoare roșie). Particulele de aur sunt de culoare roșie datorită rezonanței plasmonice de suprafață localizate. Se pot utiliza, de asemenea, particule marcate fluorescent sau magnetic, însă acestea necesită utilizarea unui cititor electronic pentru a evalua rezultatul testului.

### Analize sandwich
Diferența dintre formatele de testare sandwich și de testare competitivă a testelor în flux lateral
În general, testele sandwich sunt utilizate pentru analiții mai mari, deoarece aceștia tind să aibă mai multe situsuri de legare. Pe măsură ce proba migrează prin test, aceasta întâlnește mai întâi un conjugat, care este un anticorp specific analitului țintă marcat cu o etichetă vizuală, de obicei aur coloidal. Anticorpii se leagă de analitul țintă din probă și migrează împreună până când ajung la linia de testare. Linia de testare conține, de asemenea, anticorpi imobilizați specifici pentru analitul țintă, care se leagă de moleculele de conjugat legate de analit care au migrat. Linia de testare prezintă apoi o modificare vizuală datorită markerului vizual concentrat, confirmând astfel prezența moleculelor țintă. Majoritatea testelor sandwich au, de asemenea, o linie de control care apare indiferent dacă analitul țintă este sau nu prezent, pentru a asigura funcționarea corectă a plăcuței cu flux lateral.
Testul rapid și ieftin pe bază de sandwich este utilizat în mod obișnuit pentru testele de sarcină la domiciliu care detectează gonadotropina corionică umană, hCG, în urina femeilor însărcinate.

### Teste competitive
Testele competitive sunt utilizate în general pentru analiții mai mici, deoarece analiții mai mici au mai puține situsuri de legare. Proba întâlnește mai întâi anticorpi împotriva analitului țintă marcat cu o etichetă vizuală (particule colorate). Linia de testare conține analitul țintă fixat pe suprafață. Atunci când analitul țintă este absent din eșantion, anticorpul nelegat se va lega de aceste molecule de analit fixate, ceea ce înseamnă că va apărea un marker vizual. Dimpotrivă, atunci când analitul țintă este prezent în probă, acesta se leagă de anticorpi pentru a împiedica legarea lor la analitul fixat în linia de testare și, prin urmare, nu apare niciun marker vizual. Acest lucru diferă de testele de tip sandwich prin faptul că absența unei benzi înseamnă că analitul este prezent.

### Teste cantitative
Majoritatea LFT sunt destinate să funcționeze pe o bază pur calitativă. Cu toate acestea, este posibil să se măsoare intensitatea liniei de testare pentru a determina cantitatea de analit din probă. Dispozitivele de diagnosticare portabile cunoscute sub numele de cititoare de flux lateral sunt utilizate de mai multe companii pentru a furniza un rezultat complet cantitativ al analizei. Prin utilizarea unor lungimi de undă unice de lumină pentru iluminare, împreună cu tehnologia de detecție CMOS sau CCD, se poate produce o imagine bogată în semnal a liniilor de testare reale. Utilizând algoritmi de procesare a imaginii special concepuți pentru un anumit tip de test și mediu, intensitatea liniilor poate fi apoi corelată cu concentrațiile de analit. O astfel de platformă de dispozitiv portabil de debit lateral este fabricată de Detekt Biomedical L.L.C.. Tehnicile non-optice alternative sunt, de asemenea, capabile să raporteze rezultatele testelor cantitative. Un astfel de exemplu este un imunoanaliză magnetică (MIA) sub formă de LFT permite, de asemenea, obținerea unui rezultat cuantificat. Reducerea variațiilor în pomparea capilară a lichidului de probă este o altă abordare pentru a trece de la rezultate calitative la rezultate cantitative. Lucrări recente au demonstrat, de exemplu, pomparea capilară cu un debit constant independent de vâscozitatea lichidului și de energia de suprafață.
Telefoanele mobile s-au dovedit a avea un potențial puternic pentru cuantificarea în testele de curgere laterală, nu numai prin utilizarea camerei foto a dispozitivului, ci și a senzorului de lumină sau a energiei furnizate de bateria telefonului mobil.

### Linie de control
Deși nu este strict necesar, majoritatea testelor vor încorpora o a doua linie care conține un anticorp care captează latexul sau aurul liber pentru a confirma că testul a funcționat corect.

### Extracția plasmei sanguine
Deoarece culoarea roșie intensă a hemoglobinei interferează cu citirea testelor de diagnosticare bazate pe detecție colorimetrică sau optică, separarea plasmei sanguine este un prim pas obișnuit pentru a crește precizia testului de diagnosticare. Plasma poate fi extrasă din sângele integral prin filtre integrate sau prin aglutinare.

### Viteză și simplitate
Timpul de obținere a rezultatului testului este un factor cheie pentru aceste produse. Elaborarea testelor poate dura doar câteva minute. În general, există un compromis între timp și sensibilitate: testele mai sensibile pot necesita mai mult timp pentru a fi dezvoltate. Un alt avantaj cheie al acestui format de test în comparație cu alte imunoanalize este simplitatea testului, prin faptul că, de obicei, necesită o pregătire mică sau deloc a probei sau a reactivilor.

## Brevete
Acesta este un domeniu extrem de competitiv și mai multe persoane revendică brevete în acest domeniu, în special Alere (fostă Inverness Medical Innovations, deținută în prezent de Abbott), care deține brevete depuse inițial de Unipath. Un grup de concurenți contestă valabilitatea brevetelor. O serie de alte companii dețin, de asemenea, brevete în acest domeniu.

## Aplicații
Testele cu flux lateral au o gamă largă de aplicații și pot testa o varietate de probe, cum ar fi urina, sângele, saliva, transpirația, serul și alte fluide. În prezent, acestea sunt utilizate de laboratoarele clinice, spitale și medici pentru teste rapide și precise pentru molecule țintă specifice și expresia genelor. Alte utilizări ale testelor cu flux lateral sunt siguranța alimentară și a mediului și medicina veterinară pentru substanțe chimice, cum ar fi boli și toxine. LFT-urile sunt, de asemenea, utilizate în mod obișnuit pentru identificarea bolilor, cum ar fi ebola, dar cel mai frecvent LFT este testul de sarcină la domiciliu.

### Testarea COVID-19
Testele cu flux lateral au jucat un rol esențial în testarea COVID-19, deoarece au avantajul de a furniza un rezultat în 15-30 de minute. Evaluarea sistematică a testelor cu flux lateral în timpul pandemiei COVID-19 a fost inițiată la Universitatea Oxford, în cadrul unei colaborări britanice cu Public Health England. Un studiu care a început în iunie 2020 în Regatul Unit, FALCON-C19, a confirmat sensibilitatea unor dispozitive cu flux lateral (LFD) în acest context. Patru dintre cele 64 de LFD testate au avut caracteristici de performanță dezirabile; testul calitativ rapid Innova SARS-CoV-2 Antigen Rapid Qualitative Test, în special, a fost supus unei evaluări clinice extinse în cadrul studiilor pe teren și s-a constatat că are o bună detecție/sensibilitate a antigenului viral cu o specificitate excelentă, deși ratele de eșec al kitului și impactul formării au reprezentat probleme potențiale. În urma evaluării, guvernul britanic a decis, în ianuarie 2021, să deschidă școlile secundare din Anglia, cu elevi și profesori care să efectueze zilnic teste LFT, parte a ceea ce a fost denumit "Operațiunea Moonshot". Cu toate acestea, la 19 ianuarie 2021, MHRA nu a autorizat testele zilnice cu întoarcere rapidă ca alternativă la autoizolare.
LFT-urile au fost utilizate pentru testarea în masă pentru COVID-19 la nivel global și completează alte măsuri de sănătate publică pentru COVID-19.
Unii oameni de știință din afara guvernului și-au exprimat îndoieli serioase cu privire la utilizarea LFD Innova pentru depistarea Covid. Potrivit lui Jon Deeks, profesor de biostatistică la Universitatea din Birmingham, Anglia, testul Innova este "complet nepotrivit" pentru testarea în comunitate: "întrucât testul poate rata până la jumătate din cazuri, un rezultat negativ indică un risc redus de Covid, dar nu exclude Covidul". Ca urmare a criticilor formulate de experți și a lipsei de autorizare din partea autorității de reglementare, guvernul britanic a "pus pe pauză" testele zilnice LFT în școlile engleze la jumătatea lunii ianuarie 2021.